# Саушин, Александр Захарович
Александр Захарович Саушин (род. 20 апреля 1949, Ишимбай, БАССР) — советский российский учёный, предприниматель, политик.
Лауреат государственной премии Российской Федерации (2002 год) «за работу „Комплексное решение проблемы безопасного освоения уникальных сероводородсодержащих нефтегазовых ресурсов Прикаспийского региона (теория и практика)“».
Заместитель генерального директора ДП «Астраханьгазпром» РАО «Газпром» (с 1995).
Политическую деятельность начинал в выборах в Государственную Думу от Партии российского единства и согласия (ПРЕС) С. Шахрая. Занял второе место, уступив Владиславу Виноградову..
Депутат Астараханской Думы нескольких созывов,,.
Доктор технических наук, профессор, заведующий кафедрой «Разработка и эксплуатация нефтяных и газовых месторождений» федерального государственного образовательного учреждения высшего профессионального образования «Астраханский государственный технический университет». Действительный член АГН. Тематика научной деятельности — проблемы разработки и эксплуатации газоконденсатных сероводородсодержащих месторождений (отмечена госпремией). Автор 6 научных работ, 15 изобретений.
Почетный работник газовой промышленности, почетный радист и изобретатель СССР; отличник изобретательства и рационализации.
Награждён медалью «300 лет Российскому флоту».

## Образование
- Уфимский нефтяной институт, 1971
- Центр подготовки менеджеров при МИНХ им. Г. В. Плеханова, программа «Управление персоналом в условиях хозрасчета», 1989.

## Трудовая деятельность
1971—1981 — оператор, мастер, заместитель начальника, начальник ОПС газопромышленного управления объединения «Оренбурггазодобыча», начальник производственного отдела по добыче газа ПО «Оренбурггазпром» Мингазпрома СССР в газовой промышленности Оренбуржья. 1981—1995 — главный инженер ПО «Астраханьгазпром».
С 1995 — в системе Газпрома.